# Dora Bryan
Dora Bryan OBE, eigentlicher Name Dora May Broadbent (* 7. Februar 1923 in Southport, Lancashire; † 23. Juli 2014 in Brighton and Hove, East Sussex), war eine britische Schauspielerin.

## Leben und Karriere
Durch ihre ambitionierte Mutter angeregt, stand Dora Bryan bereits im Alter von zwölf Jahren als Pantomimin das erste Mal auf der Bühne. Sie wurde professionelle Schauspielerin, trat mit reisenden Theatergruppen auf und war im Rahmen des Zweiten Weltkrieges bei der Entertainments National Service Association (ENSA) aktiv. 1945 zog sie nach London, wo sie fortan am West End auftrat. Ihre Filmkarriere begann sie Ende der 1940er-Jahre mit kleinen Rollen in den Carol-Reed-Filmen Ausgestoßen und Kleines Herz in Not. In den 1950er-Jahren etablierte sie sich als gefragte Filmschauspielerin im britischen Kino, wobei sie besonders oft einfältige Blondinen oder Frauen von laxer Moral spielte, häufiger Prostituierte oder flirtende Frauen. Zu einem Filmstar wurde sie mit solchen Rollen jedoch nicht. 
Dabei war sie eine sehr vielseitige Darstellerin, die einerseits in Musicals, Revuen oder Boulevardkomödien spielen konnte, andererseits aber auch in schweren dramatischen Stoffen wie denen von Harold Pinter oder Henrik Ibsen. 1961 konnte sie ihr dramatisches Talent schließlich auch im Film unter Bewis stellen, mit dem international preisgekrönten Filmdrama Bitterer Honig von Tony Richardson, in dem sie die dominante und dem Alkohol zugeneigte Mutter einer schwangeren Jugendlichen (gespielt von Rita Tushingham) verkörperte. Für Bitterer Honig wurde sie mit dem British Academy Film Award in der Kategorie Beste Hauptdarstellerin ausgezeichnet. Eine weitere große Kinokarriere gab es nicht, jedoch erhielt sie einige Fernseh-Hauptrollen und kurzzeitig auch mit According to Dora ihre eigene Serie. Zudem blieb Bryan eine gefragte Bühnenschauspielerin, die unter anderem in zwei Produktionen am Londoner West End die Titelrolle in Hello, Dolly! spielte.
Im Alter konnte Bryan unter anderem als zweimaliger Gaststar in der britischen Hitserie Absolutely Fabulous auf sich aufmerksam machen. Zu ihren späteren Filmrollen gehören außerdem die Darstellung eines schrulligen Schwesternpaars (gemeinsam mit Liz Smith) im Thriller Apartment Zero (1988) und zuletzt die einer Tante im Fantasyfilm MirrorMask (2005). Auf der Bühne gewann sie 1996 einen Laurence Olivier Award für ihren Auftritt als Meg in Pinters The Birthday Party am Londoner West End. Im selben Jahr erhielt sie vom britischen Königshaus den Order of the British Empire. Ihre letzte größere Rolle war von 2000 bis 2005 die der Rentnerin Ros Utterthwaite in der populären Serie Last of the Summer Wine. Ihren letzten öffentlichen Auftritt hatte die damals 90-jährige, im Rollstuhl sitzende Bryan im Jahr 2013, als in Brighton eine Ausstellung über ihre lange Karriere im Unterhaltungsgeschäft eröffnet wurde.
Bryan war von 1954 bis zu dessen Tod insgesamt 54 Jahre mit dem früheren Cricketspieler Bill Lawton (1920–2008) verheiratet. Sie hatten zwei Söhne namens Daniel und William und die Tochter Georgina, die bereits vor ihrer Mutter starb. Dora Bryan und Lawton lebten in der englischen Küstenstadt Brighton und betrieben dort über Jahrzehnte ein Hotel.

## Filmografie (Auswahl)
- 1947: Ausgestoßen (Odd Man Out)
- 1948: Kleines Herz in Not (The Fallen Idol)
- 1949: Wenn Frauen träumen (Once Upon a Dream)
- 1949: Geliebte nach Maß (The Perfect Woman)
- 1949: Das Ende einer Reise (The Interrupted Journey)
- 1950: Die blaue Lampe (The Blue Lamp)
- 1951: Der dreizehnte Gast (Circle of Danger)
- 1951: Die Reise ins Ungewisse (No Highway in the Sky)
- 1951: Maxie macht Karriere (Lady Godiva Rides Again)
- 1951: Die Stunde X (High Treason)
- 1952: Ein Fressen für die Fische (Gift Horse)
- 1952: Mother Riley Meets the Vampire
- 1952: Der Würger kommt um Mitternacht (The Ringer)
- 1952: Muß das sein, Fräulein? (Made in Heaven)
- 1953: An der Straßenecke (Street Corner)
- 1953: Der Fälscher (The Fake)
- 1954: Endstation Harem (You Know What Sailors Are)
- 1954: Die jungen Liebenden (The Young Lovers)
- 1955: Hahn im Korb (As Long as They’re Happy)
- 1955: Himmelfahrtskommando (The Cockleshell Heroes)
- 1956: Ein Kind kommt ins Haus (Child in the House)
- 1956: Der grüne Mann (The Green Man)
- 1958: Kopf hoch – Brust raus! (Carry On Sergeant)
- 1959: Immer Ärger mit den Ladies (Operation Bullshine)
- 1961: Bitterer Honig (A Taste of Honey)
- 1961–1964: Happily Ever After (Fernsehserie, 12 Folgen)
- 1966: The Great St. Trinian's Train Robbery
- 1967: Before the Fringe (Fernsehserie, 5 Folgen)
- 1967: Two a Penny – Bin kein Mr. Niemand (Two a Penny)
- 1971: Hände voller Blut (Hands of the Ripper)
- 1972: Both Ends Meet (Fernsehserie, 7 Folgen)
- 1972: Kommandosache 'Nackter Po' (Up the Front)
- 1974: Charles Dickens' World of Christmas (Fernsehfilm)
- 1983: Screamtime – Die unheimlich verrückte Videostunde (Screamtime)
- 1988: Apartment Zero
- 1992: Casualty (Fernsehserie, Folge 7x05)
- 1993: Heartbeat (Fernsehserie, Folge 3x06)
- 1994: Mother's Ruin (Fernsehserie, 6 Folgen)
- 1996, 2001: Absolutely Fabulous (Fernsehserie, 2 Folgen)
- 2000: Doctors (Fernsehserie, Folge 2x19)
- 2000–2005: Last of the Summer Wine (Fernsehserie, 49 Folgen)
- 2002: Jeder braucht einen Engel (An Angel for May, Fernsehfilm)
- 2005: MirrorMask
- 2006: Gone to the Dogs (Kurzfilm)